# ワッツ オブ トーキョー
株式会社ワッツ オブ トーキョー（WATTS OF TOKYO）は、かつてテレビCM、デジタルコンテンツ企画及び制作を行っていた企業。

## 概要
社名の由来は、アイデアを光り輝かせるという意味をこめて。それぞれに個性を持って光り、周りもクリエイティブで光り輝かせるというところから。
資生堂、アクロン、カルビーじゃがりこなどのCMを制作していた。
2017年7月12日に東京地方裁判所から破産手続開始決定を受けた。そして同年12月12日に法人格が消滅した。

## 略歴
- 1981年11月7日、株式会社西山貴也オフィスとして発足。
- 1983年1月1日、 商号を株式会社アダルトに変更。
- 2006年1月1日、商号を株式会社ワッツ オブ トーキョーに変更。
- 2017年
  - 7月12日、東京地方裁判所から破産手続開始決定を受ける。
  - 12月12日、法人格消滅。